# دیون
دیون، روستایی از توابع بخش فیروزآباد شهرستان کرمانشاه در استان کرمانشاه ایران است.
روستای دیون یکی از آبادترین روستاهای عثمانوند می‌باشد.

## جمعیت
این روستا در دهستان عثمان‌وند قرار دارد و براساس سرشماری مرکز آمار ایران در سال ۱۳۸۵، جمعیت آن ۱۴۰ نفر (۲۹خانوار) بوده‌است.

## دیون
جمع دین به معنای بدهی و به معنی دیگر که به واقعیت امروز و گذشته آن نزدیک است دیون مخفف دیوان یا دیوانعالی می باشد که بیشتر به معنی جایگاه کدخدا ها و انسانهای بزرگ را داده است.